# Vzpoura kanců
Vzpoura kanců je čtvrté řadové album české hudební skupiny Trautenberk, vydané 15. října 2022. Jde o třetí album s Miroslavem „Prasopsem“ Císlerem na postu zpěváka.

## Podrobnosti
Oproti minulým deskám, které se vyznačovaly až na malé výjimky hutným a potemnělým zvukem, je zde zastoupeno několik textově i hudebně vyloženě pozitivních skladeb („Žába“, „JeBál“, „Král Šumavy“, „Hujája“, „Buržoust“). Album se textově částečně vrací k tematice Krkonošských pohádek.
Slovní spojení „Pralinka důvěry", použité v textu písně "Doba ledová", je vypůjčené z písně „Pralinka důvěry" bývalé kapely Miroslava „Prasopsa" Císlera Požár Mlýna z alba „Kruté krůty vs. nezkrocení krocani" (1999). Píseň rovněž svým textem odkazuje na večerníčkový seriál Mach a Šebestová.
Text písně „JeBál“ odkazuje na starší písně „Potužník senior“, „Hajnej", „Kejklíř" a „Jára umí šít".
Na desku byla natočena předělávka písně „Král Šumavy“ od kapely Tři sestry, jejíž originál pochází z desky Soubor kreténů (1999). V písni vystupují členové kapely Tři sestry a v mezihře je použit refrén její písně „Ta naše rytmika“ z desky Alkáč je největší kocour (1991) s upraveným textem. S Třemi sestrami kapelu Trautenberk mimo jiné váže fakt, že Tři sestry se již ve svých textech též odkazovali na Krakonoše (konkrétně ve skladbách „Krakonoše“ (1999) a „Krakonošský rokenrol“ (2002)).
Na albu se objevilo několik hostů mj.: Veronika „Supice“ Borovková (skladby „Mužoretka“ a „Král Šumavy“), Lou Fanánek Hagen („Král Šumavy“), Matěj Homola („Noční hlad“).
Některé písně obsahují úryvky českých z filmů, konkrétně: Na samotě u lesa („Žába“) a Jára Cimrman ležící, spící („Král Šumavy“).
Booklet alba obsahuje pohádkový příběh, který propojuje písně na albu.

## Videoklipy
Videoklipy byly natočeny ke skladbám „Jelito“, „Buržoust“, „Vzpoura kanců“, „Mužoretka“ a „JeBál“. V klipu k písni „Buržoust" účinkuje herec Milan Šteindler v roli pána statku, což je patrně odkaz na 22. díl (1999) satirického televizního pořadu Česká soda, ve kterém se v rámci rubriky Alles Gute objevila parodie na Krkonošské pohádky, v níž tento herec vystupuje jako zlý Trautenberk.

## Seznam skladeb
Autory hudby všech skladeb  jsou Dalibor Dvořák a Marek Vais a autorem textů Miroslav Císler a Luboš Valeček, pokud není uvedeno jinak.
| Pořadí         | Název                                                    | Autor                                         | Délka |
| -------------- | -------------------------------------------------------- | --------------------------------------------- | ----- |
| 1.             | Žába                                                     |                                               | 3:24  |
| 2.             | Doba ledová (feat. Barbora Kováříková)                   |                                               | 3:20  |
| 3.             | JeBál                                                    |                                               | 3:17  |
| 4.             | Mužoretka (feat. Supice)                                 |                                               | 3:45  |
| 5.             | Vzpoura kanců                                            |                                               | 3:35  |
| 6.             | Král Šumavy (feat. Supice, Lou Fanánek Hagen, Jan Bauer) | Tomáš Doležal, Ronald Seitl/Lou Fanánek Hagen | 3:08  |
| 7.             | Noční hlad (feat. Matěj Homola, Roman Kobler)            |                                               | 3:20  |
| 8.             | Hujája                                                   |                                               | 1:32  |
| 9.             | Jelito                                                   |                                               | 3:25  |
| 10.            | Buržoust                                                 |                                               | 3:29  |
| Celková délka: | Celková délka:                                           | Celková délka:                                | 32:19 |

## Obsazení
- Miroslav Císler –⁠ zpěv
- Luboš Valeček –⁠ zpěv
- Marek Vais –⁠ kytara a zpěv
- Dalibor Dvořák –⁠ kytara
- Jan Suchý –⁠ basová kytara
- Jiří Hodl –⁠ bicí

Hosté
- Barbora Kováříková – zpěv (2)
- Veronika „Supice“ Borovková – zpěv (4,6)
- Martin „Maty“ Matoušek – zpěv (5)
- Lou Fanánek Hagen – zpěv (6)
- Matěj Homola – zpěv (7)
- Roman „Yetty“ Kobler – zpěv (7)

Produkce
- Pavel Brom - zvuk a mix  (1 - 8),
- Milan Cimfe - zvuk a mix (9, 10)
- Přemysl Haas - mastering (studio Pyha, Plzeň)
- Jan Nožička - fotografie
- Vojtěch „Woody" Troják - ilustrace a grafická úrava
- Milan Soutor, Bára Šámalová - korektura příběhu v bookletu